# Agogê

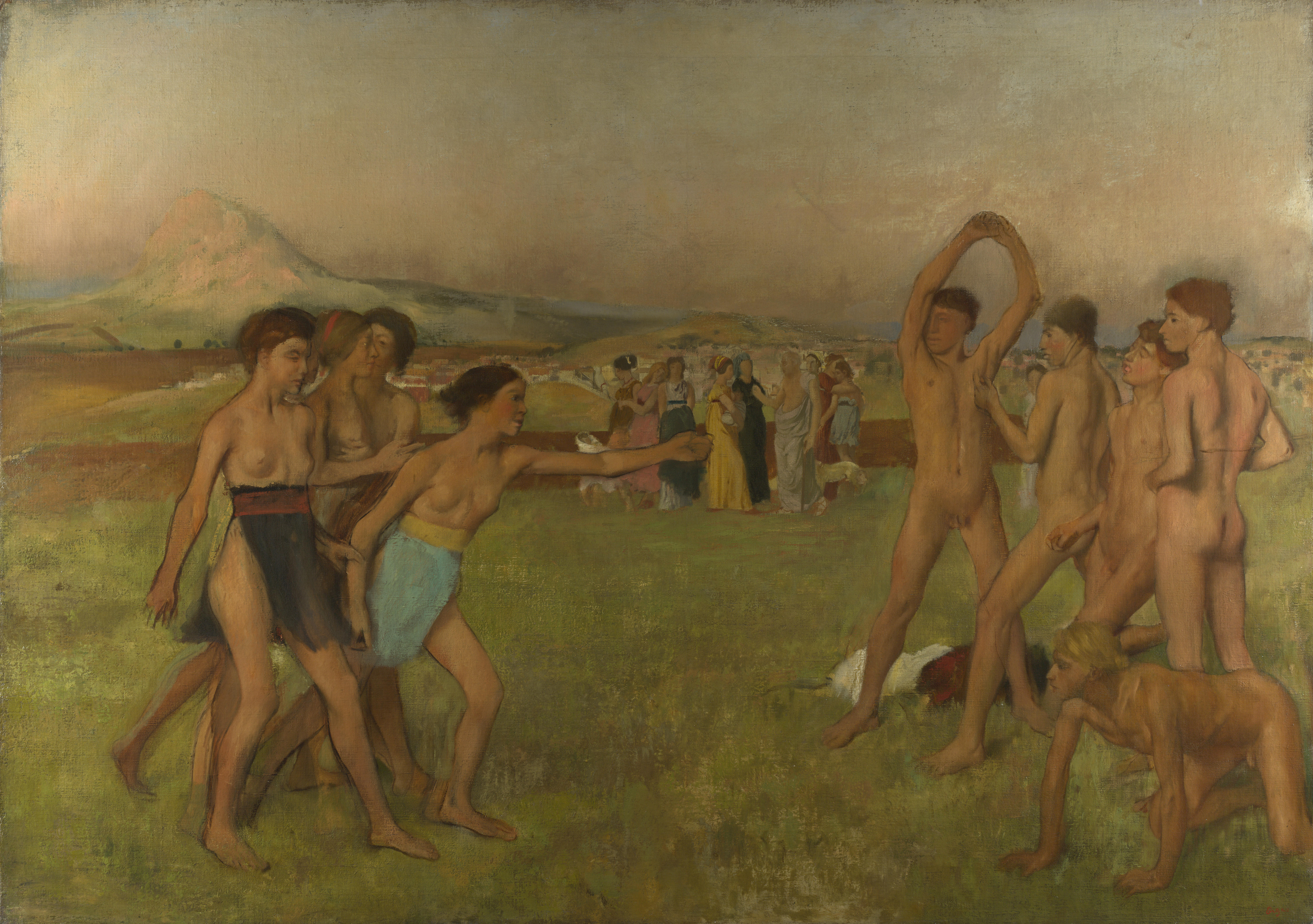
Uma representação artística de um exercício do agoge.

Agōgē (em grego clássico: ἀγωγή) era o rigoroso regime obrigatório de educação e treinamento imposto a todos os cidadãos espartanos do sexo masculino, exceto aos filhos primogênitos das casas então reinantes, Euripôntida e Ágida. O treinamento envolvia aprender a discrição, cultivar lealdade ao grupo, o treinamento militar (por exemplo, a tolerância à dor), a caça, dança, canto e o preparo social (comunicação).  A palavra "agogê" significava "dependência" em grego antigo, mas no contexto em questão sua acepção podia remeter à ideia de "liderança", "orientação" ou "treinamento".
De acordo com o folclore, o agogê foi introduzido pelo legislador espartano semi-mítico Licurgo, mas suas origens remetem aos séculos  VII e VI a.C., quando o Estado treinava cidadãos do sexo masculino entre as idades de 7-21.

## Estrutura
Ao nascer, todos os bebês espartanos eram examinados por membros da Gerúsia da tribo (um conselho de líderes anciãos espartanos), a fim de se certificarem de que a criança era apta e saudável o suficiente para poder viver. Nos casos em que o bebê não passasse no teste, ele era deixado em um lugar chamado o apothetae, próximo ao Monte Taigeto, onde morria. Com a idade de sete anos, os meninos eram matriculados no agogê sob a autoridade dos paidonómos (παιδονόμος), ou "pastor de meninos", um magistrado encarregado de supervisionar a educação. Assim começava então a primeira das três etapas do agogê: os paides (com idades entre 7-17), o paidískoi (idades 17-19), e os hēbōntes (20-29). Algumas fontes clássicas, no entanto, indicam que havia mais subdivisões por ano dentro dessas classes.
Removidos de suas casas, os meninos ficavam sob o controle do Estado e sujeitos ao treinamento militar rigoroso até os vinte anos. Durante este período, os jovens se alistavam ao mesmo tempo em dois grupos: um contendo meninos da mesma idade e outro formado por jovens de idades diferentes. O primeiro grupo era chamado de "rebanhos de bois" ou buai; o segundo "tropas" ilae. Os jovens que comandavam e controlavam o bua eram chamados de buagor e o capitão das tropas de ila ou "ilarca". Nesse estágio, os jovens deveriam chamar todos os homens mais velhos como "pai" como modo de enfatizar primeiramente a lealdade ao grupo.
Apenas os esparciatas ou aqueles que poderiam traçar sua ancestralidade até os habitantes originais da cidade podiam participar do agogê. No entanto, havia duas exceções: os trophimoi ou "filhos adotivos", que eram estudantes convidados a participar e os filhos de hilotas que poderiam participar como syntrophoi, caso um esparciata o tivesse adotado e o bancasse formalmente, nesta caso se bem-sucedido, o hilota então se tornava um esparciata.